# Villiam Gunnarsson
Villiam Gunnarsson (født 1. december 1886 i København) var en dansk typograf og atlet som var medlem af IF Sparta. Han vandt sølv ved de danske mesterskaber på 1500 meter 1916.

## Danske mesterskaber
- Sølv 1916 1500 meter